# Đurđevi Stupovi
Il Đurđevi Stupovi (in serbo Ђурђеви Ступови?), o Monastero di San Giorgio, è un complesso monastico cristiano ortodosso che sorge su una collina a 7 chilometri dalla città di Novi Pazar, nella Serbia centrale, nella regione del Sangiaccato al confine con il Kosovo. Il complesso è inserito nell'itinerario Culturale del Consiglio d'Europa Transromanica.

## Storia

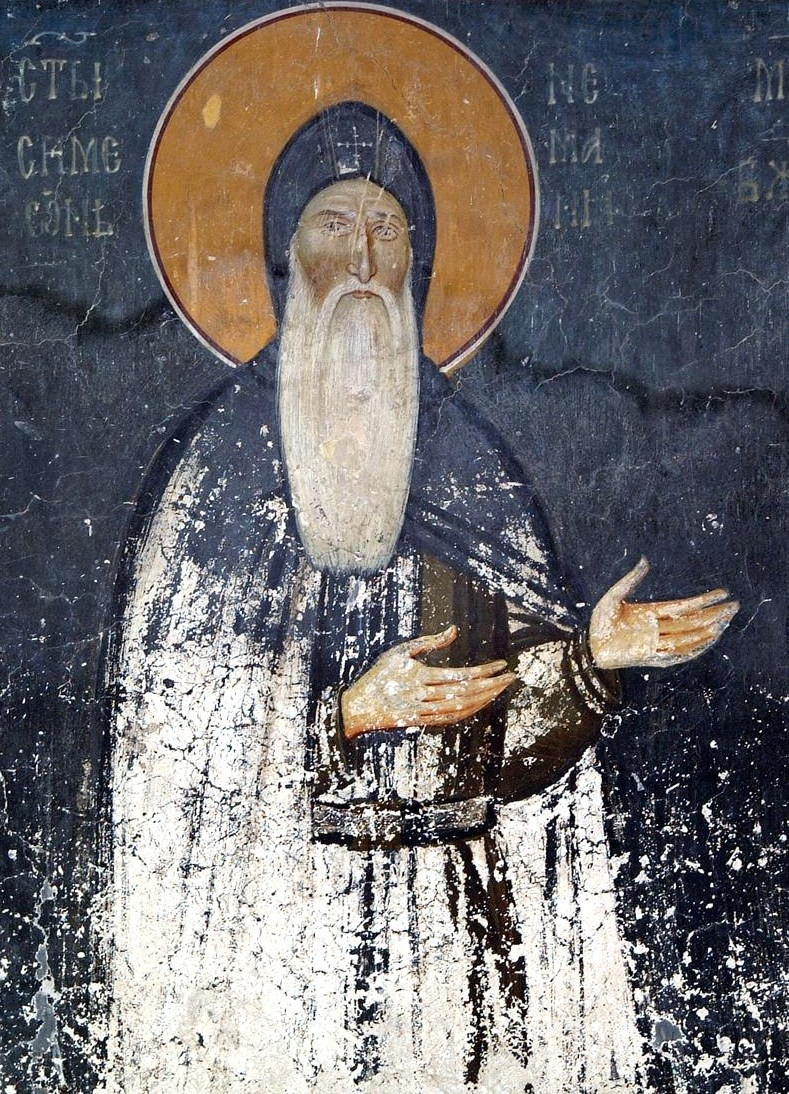
Nemanja

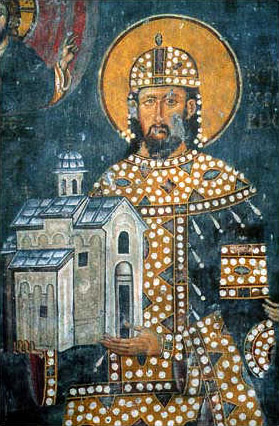
Dragutin

Il monastero fu eretto dal principe Stefano Nemanja nella seconda metà del XII secolo (la costruzione è stata completata nel 1171), in onore di San Giorgio come ringraziamento per averlo liberato dalla prigionia, a poca distanza dall'antica capitale serba Ras.
Nel 1282-83 vi fu seppellito il nipote di Nemanja, il principe Stefano II Dragutin.
Fino al XV secolo fu uno dei più importanti centri religiosi della Serbia, il suo declino iniziò con la conquista ottomana dei Balcani. Durante il periodo della dominazione turca restò in stato di quasi abbandono, anche se alla fine del XVIII secolo fu costruito un nuovo dormitorio, un refettorio e furono eseguiti nuovi dipinti nel nartece. Nel 1912 subì fortissimi danni a causa degli scontri nella prima guerra balcanica.
Tra il 1969 e il 1982 furono eseguiti lavori di restauro, e nel 1979 il complesso è stato inserito nella lista del patrimonio mondiale dell'UNESCO, insieme al Monastero di Sopoćani e a Stari Ras. Nell'anno 2000 è stato eretto un nuovo dormitorio, sono stati iniziati i lavori di ricostruzione dell'intero complesso, ed è rifiorita la vita monastica con l'invio da parte dell'Arcivescovo di Ras-Prizren, Artemije, di tre monaci.

## Arte

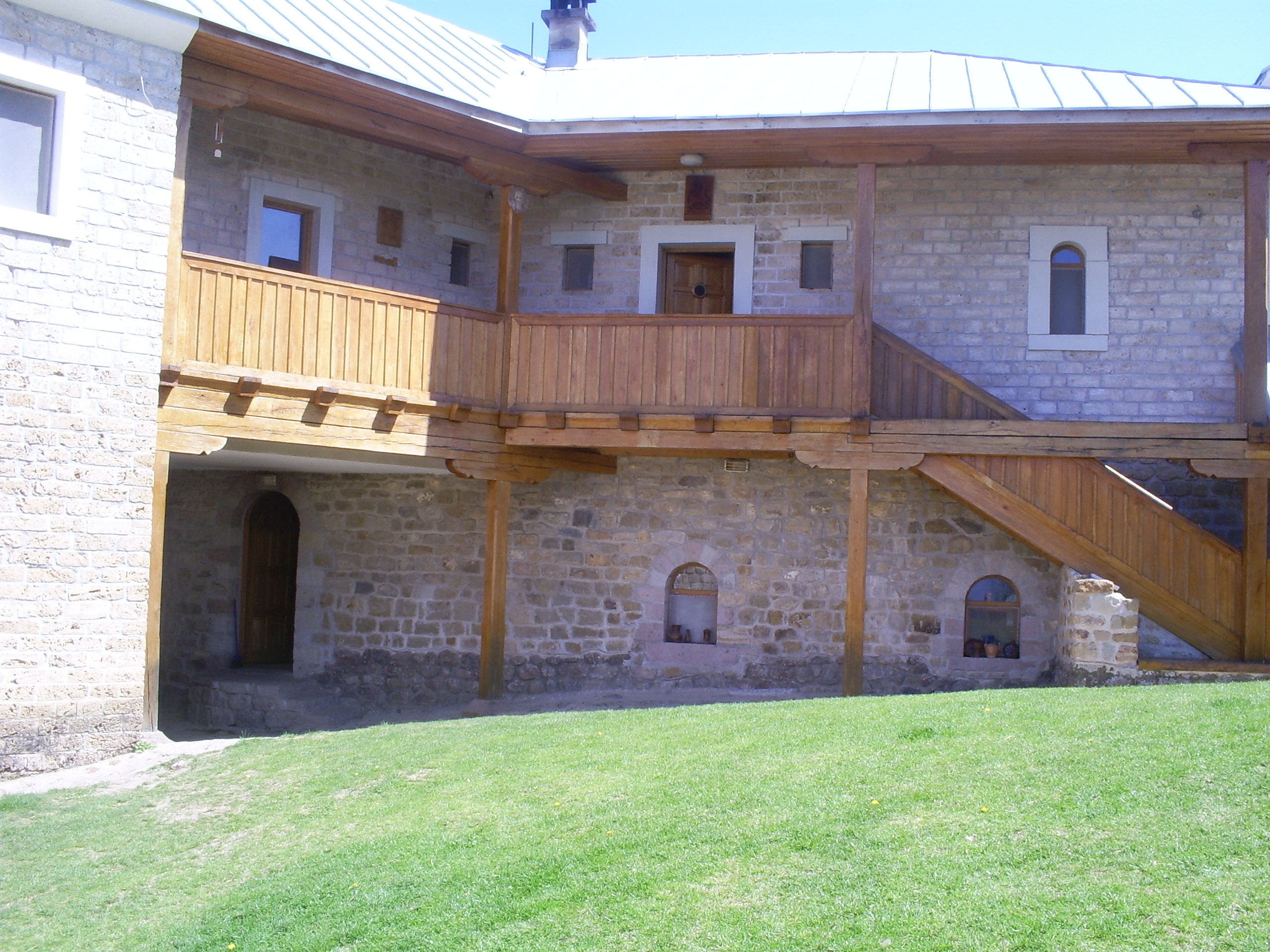
Dormitori

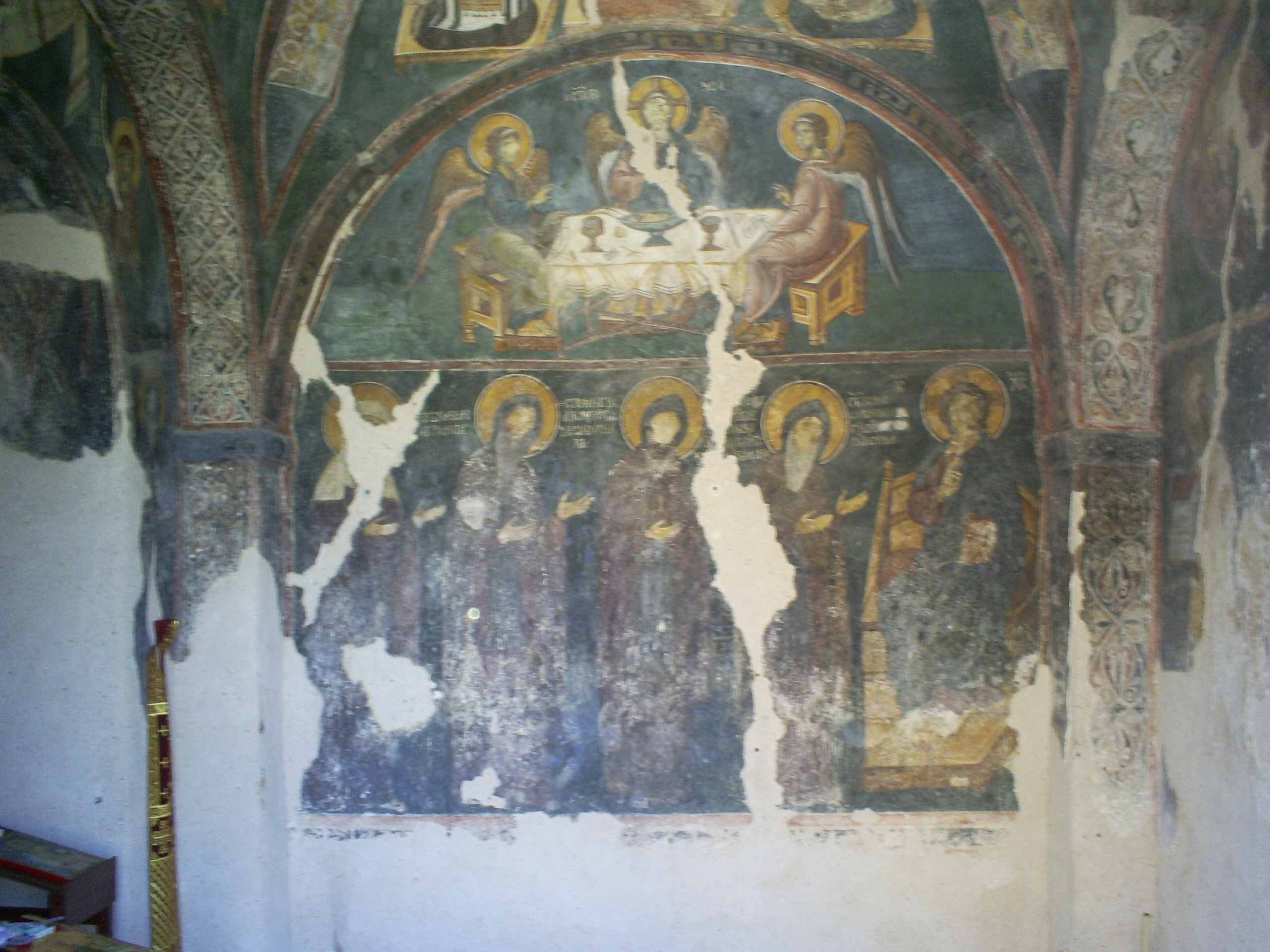
Affreschi

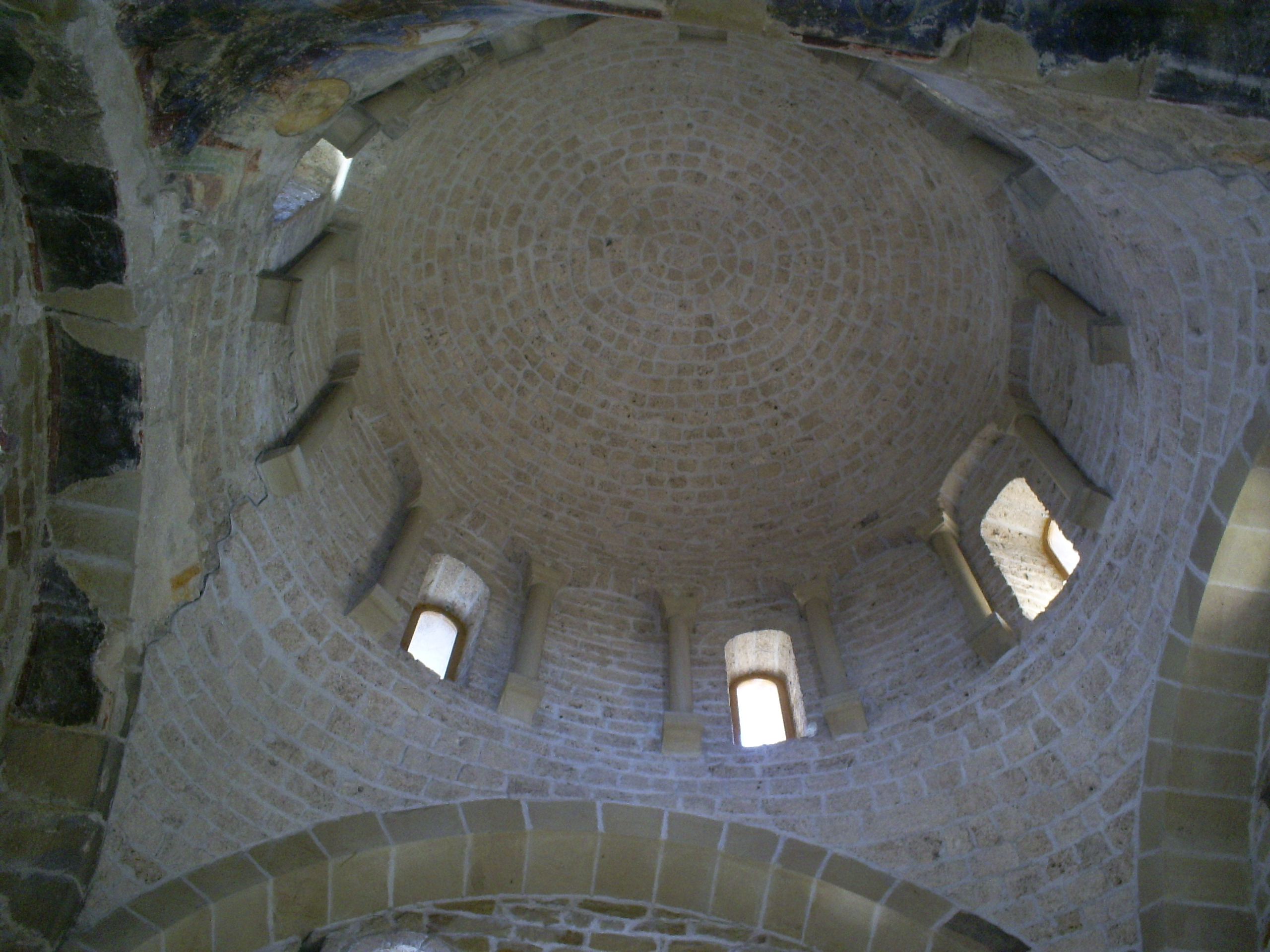
Cupola

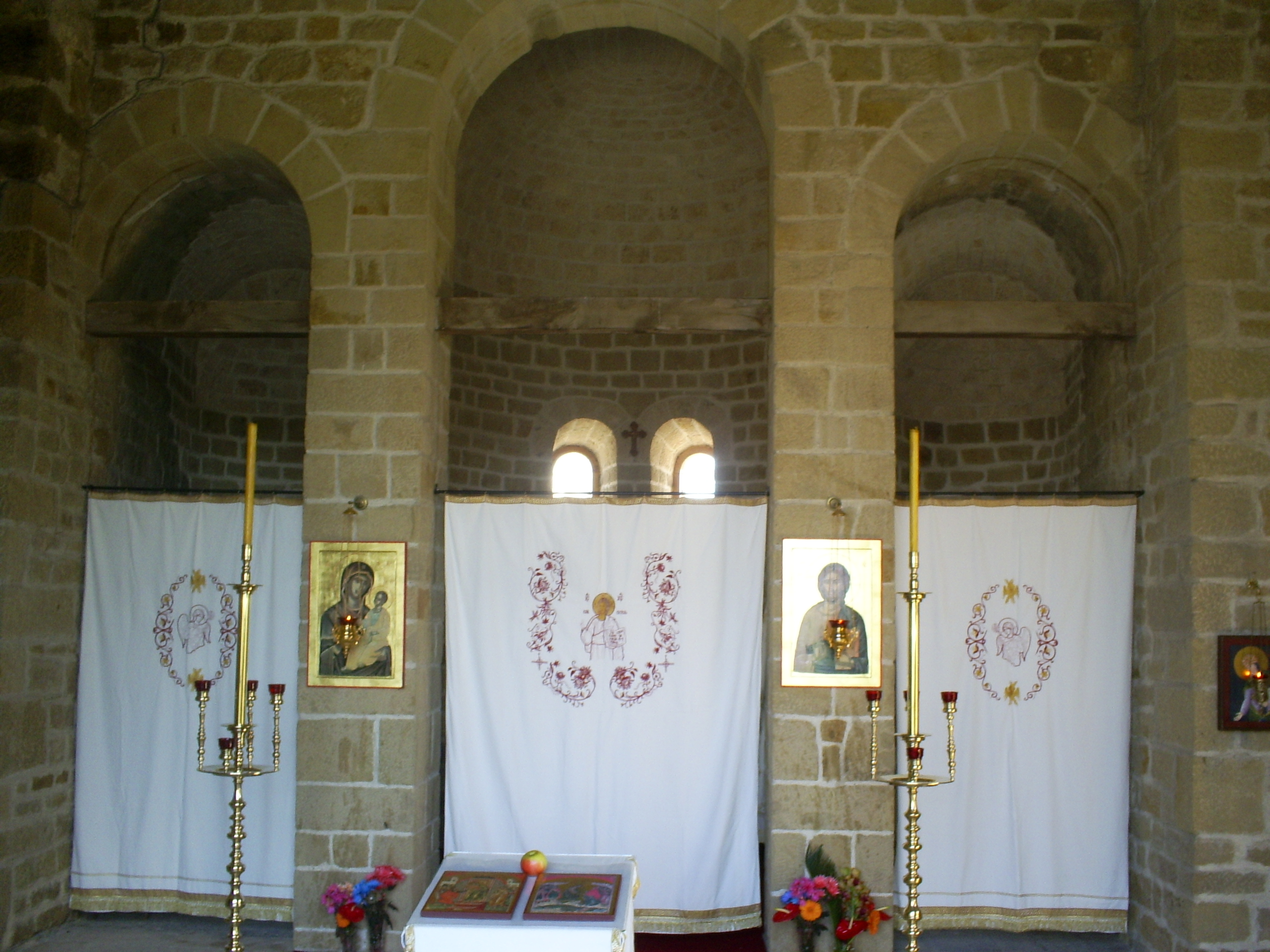
Abside

Il monastero è circondato da mura; si accede al complesso attraverso una porta inserita in una torre fortificata.
La chiesa è a navata singola, preceduta da un nartece affiancato da due vestiboli. La pavimentazione è in pietra con inserti di marmo policromo. Il santuario è tripartito. Al centro della navata si apre una cupola ellittica. Lo stile in cui fu costruito il monastero è quello romanico, com'era in uso nella Rascia del XII secolo, in pietra a vista. Di fronte all'entrata della chiesa c'è una cappella.
Tutta la chiesa era affrescata. Oggi la maggior parte delle pitture è andata perduta o è fortemente danneggiata. Gli affreschi meglio conservati sono stati trasferiti nel Museo Nazionale a Belgrado.
Le scene sono in stile pittorico bizantino comneno. All'interno della chiesa, nei pennacchi della cupola sono rappresentati i quattro Evangelisti; nel nartece ci sono scene della vita di San Giorgio e ritratti del principe Dragutin.
Nella cappella sono rappresentate scene di assemblee di vescovi e di udienze dei sovrani serbi, con ritratti di Stefano Nemanja, Stefano Prvovenčani, Stefano Uroš I, Dragutin e Milutin con le loro spose e i figli. Ci sono rappresentazioni religiose, come il volto di Cristo, la rappresentazione della Trinità e ritratti di santi tra cui San Gioacchino padre della Vergine, San Simeone Stilita e San Giorgio.